# Patricia Castañeda Miyamoto
Patricia Midori Castañeda Miyamoto, conocida deportivamente como Patricia Castañeda (Ciudad de México, México; 16 de marzo de 1990), es una nadadora mexicana. 
Ganó el Premio Estatal del Deporte 2007 junto con Luis Fernando Zapien Rosas. Participó en los Juegos Olímpicos de Londres 2012 en la prueba de natación de los 800 metros estilo libre, pero en la general entró en el puesto 27 entre 35 nadadoras. Actualmente, estudia la carrera de Ingeniería Química en el Centro Universitario de Ciencias Exactas e Ingenierías de la Universidad de Guadalajara.

## Resultados deportivos más destacados
De acuerdo al consejo estatal para el fomento deportivo y el apoyo a la juventud de Jalisco, Patricia Castañeda tiene los siguientes resultados destacados:
- Multimedallista de la Olimpiada Nacional.
- Participa también en competiciones en aguas abiertas.
- Bronce en relevo en los Juegos Panamericanos 2011.
- Posee actualmente el récord mexicano en la pruebas de 1,500 libres con 16:26.36.
- Mundialista en Roma 2009 y Shanghái 2011.
- Dos medallas de plata en los 400 y 800 metros libres, así como una de bronce en los 1,500, dentro de los Juegos Centroamericanos y del Caribe 2010.
- Oro en los 1,500 libres de los Juegos Centroamericanos y del Caribe 2006.
- 4º lugar en la Universiada Mundial en Belgrado 2009, en 1,500 metros libres.
- 6º lugar en la Universiada Mundial en Belgrado 2009, en 800 metros libres.
- Doble medallista de plata en los Juegos Panamericanos de Río 2007 en 400 y 800 libres, logrando ser la primera mujer en la historia de México, en ganar plata en las pruebas individuales en esta justa